# Thyreodon darlingi
Thyreodon darlingi är en stekelart som beskrevs av Ian D. Gauld 2004. Thyreodon darlingi ingår i släktet Thyreodon och familjen brokparasitsteklar. Inga underarter finns listade i Catalogue of Life.